# Камау Нганга, Давид
Давид Камау Нганга (суахили David Kamau Ng’ang’a, 1955 г., Киамбу, сегодня Кения) — католический прелат, вспомогательный епископ Найроби с 22 декабря 1999 года.

## Биография
Давид Камау Нганга родился в 1955 году в городе Киамбу. 10 мая 1982 года был рукоположён в священника.
22 декабря 1999 года Римский папа Иоанн Павел II назначил Давида Камау Нгангу титулярным епископом Эа и вспомогательным епископом Найробской архиепархии. 18 марта 2000 года состоялось рукоположение Давида Камау Нганги в епископа, которое совершил апостольский нунций в Кении архиепископ Джованни Тонуччи в сослужении с найробским архиепископом Рафаэлем Ндинги Мвана-а Ндзеки.